# Fravitta
Fravitta (latino: Flavius Fravitta; ... – 404/405) è stato un generale visigoto che entrò a far parte dell'apparato  dell'Impero romano d'Oriente, scalandolo fino a raggiungere i vertici della gerarchia militare.

## Biografia
Fravitta faceva parte della nobiltà gota, ed era pagano, ragione per la quale venne lodato da Eunapio. Il suo popolo aveva stretto un accordo con l'imperatore Teodosio I (382), in base al quale i Goti sarebbero stati accolti nell'impero, stanziandosi nel basso Danubio col rango di foederati. Non tutti i Goti gradivano questo accordo: la fazione "nazionalista" era capeggiata dal cristiano ariano Eriulfo, mentre Fravitta, che all'epoca era molto giovane, era già a capo della fazione pro-romana. Nel 391 Eriulfo, mentre era a tavola con Teodosio, ebbe un alterco con Fravitta, che lo uccise con le proprie mani; i seguaci di Eriulfo cercarono di vendicarlo ma Fravitta fu difeso dalle guardie del palazzo imperiale, e ciò  contribuì a rafforzare la sua posizione a corte.
Grazie ad un permesso speciale di Teodosio, Fravitta poté sposare una donna romana di alto lignaggio, favorendo così l'integrazione del proprio popolo all'interno della società romana. Rimase leale all'impero per tutta la sua vita, facendo carriera nell'esercito fino ad essere nominato, tra il 395 e il 400, magister militum per Orientem, con l'incarico di combattere il brigantaggio in oriente. Secondo Zosimo, Fravitta riuscì a liberare "l'intero Oriente, dalla Cilicia alla Fenicia e Palestina, dalla piaga dei briganti".
Nel 400 fu nominato magister militum praesentalis per porre fine alla rivolta del goto ariano Gainas in Tracia contro l'imperatore Arcadio: Fravitta comandò la flotta imperiale che inflisse una sconfitta decisiva ai ribelli che cercavano di attraversare, a bordo di rudimentali imbarcazioni, l’Ellesponto per invadere l’Asia Minore. Dopo la vittoria su Gainas, Fravitta tornò a Costantinopoli dove celebrò il suo trionfo. Alcuni maldicenti lo accusarono di tradimento per non aver voluto inseguire il connazionale Gainas dopo la vittoria, permettendogli di fuggire, ma a queste insinuazioni non venne dato credito. Come premio per la vittoria su Gainas, il generale goto chiese di poter praticare i propri culti pagani in assoluta libertà; l'imperatore gli concesse questa possibilità, e lo onorò con il conferimento del consolato per l'anno successivo. Fravitta provvedette immediatamente a intervenire contro dei disertori, che, fingendosi Unni, stavano devastando la Tracia, sconfiggendoli. 
Nel 401 esercitò regolarmente il consolato, che fu però l'apice della sua carriera, in quanto poco tempo dopo, forse intorno al 404, cadde vittima degli intrighi di corte a Costantinopoli, nati nell'ambito del conflitto tra pars occidentalis e pars orientalis. Secondo Eunapio Fravitta accusò Giovanni, uno dei ministri di Arcadio, di aver fomentato la discordia tra le due parti dell'Impero: i presenti a tale conversazione annuirono alle parole di Fravitta, trovandole molto sagge, ma poi, avendo timore di Giovanni, il quale era molto influente presso l'Imperatrice, lasciarono che quest'ultimo si vendicasse, e così Fravitta fu giustiziato. In un altro frammento Eunapio accenna al fatto che Fravitta fu ucciso per mano di Ierace.
Le circostanze della morte di Fravitta non sono del tutto chiare. Diversi autori collocano l'uccisione di Fravitta nel 401. Secondo molti studiosi sarebbe caduto vittima degli intrighi di corte a Costantinopoli, nati nell'ottica del cambiamento della politica di accoglienza dei Goti seguita alla rivolta di Gainas; con la presa al potere del partito antigermanico Fravitta sarebbe stato ingiustamente accusato di tradimento e ucciso. Secondo Treadgold, invece, sarebbe stato giustiziato intorno al 401/402 perché reo di essersi opposto al presunto appoggio fornito dal governo di Costantinopoli ad Alarico affinché invadesse l’Italia. Tuttavia, secondo Cameron, Long, Sherry, sarebbe più plausibile collocare l’uccisione di Fravitta intorno al 404-405. Prima di tutto, la Colonna di Arcadio, eretta nel 402-403, in alcune scene, raffigurava il trionfo di Fravitta su Gainas: se Fravitta fosse stato giustiziato nel 401, anno del suo consolato, avrebbe molto probabilmente sofferto la damnatio memoriae e non sarebbe stato raffigurato nel monumento; inoltre, tutte le fonti, cristiane e pagane, parlano favorevolmente di Fravitta, e nessuna menziona il tradimento: questa omissione sembrerebbe smentire l’esecuzione di Fravitta proprio nell’anno del suo consolato. Inoltre, Eunapio, frammento 85, sostiene che Fravitta sarebbe stato ucciso per gli intrighi di Giovanni e Ierace perché reo di aver accusato Giovanni di fomentare discordia tra le due parti dell'Impero; ma Giovanni ottenne una carica importante a corte solo nel 404, allorché divenne comes sacrarum largitionum, quindi, a dire dei suddetti autori, quel passo si riferirebbe agli avvenimenti del 404, non del 401. Inoltre, diverse fonti attestano che nel corso del 401-403, i rapporti tra i due Imperi migliorarono, per poi peggiorare di nuovo solo nel 404. Cameron colloca la morte di Fravitta intorno al 404-405.